# Génébrières
Génébrières ist eine französische Gemeinde mit 636 Einwohnern (Stand: 1. Januar 2022) im Département Tarn-et-Garonne in der Region Okzitanien. Finhan gehört zum Arrondissement Montauban und zum Kanton Tarn-Tescou-Quercy vert (bis 2015: Kanton Monclar-de-Quercy). Die Einwohner werden Génébriérais genannt.

## Geographie
Génébrières liegt etwa zwölf Kilometer ostsüdöstlich von Montauban im Quercy. Umgeben wird Génébrières von den Nachbargemeinden Saint-Étienne-de-Tulmont im Norden, Vaïssac im Osten und Nordosten, Monclar-de-Quercy im Osten und Südosten, La Salvetat-Belmontet im Süden, Saint-Nauphary im Südwesten sowie Léojac im Westen.

## Bevölkerung
| Jahr      | 1962 | 1968 | 1975 | 1982 | 1990 | 1999 | 2006 | 2013 |
| --------- | ---- | ---- | ---- | ---- | ---- | ---- | ---- | ---- |
| Einwohner | 354  | 327  | 261  | 304  | 378  | 449  | 569  | 670  |